# 지방도 제531호선
지방도 제531호선은 충청북도 충주시 살미면 세성 교차로와 강원특별자치도 원주시 부론면 법천리를 잇는 충청북도의 지방도이다.
2010년에 지방도 제335호선의 잔여 구간 1km를 통합하였으나 기존 노선과는 연결되어 있지 않아 고립된 형태다. 2012년 1월 20일 비포장 구간인 살미면 내사리 ~ 신매리 구간을 폐지하고 살미면 세성리로 기점을 변경하였다.

## 연혁
- 2003년 2월 14일 : 충청북도 구간 노선 재지정으로 종점이 '충주시 엄정면 원곡리'에서 '충주시 엄정면 유봉리'로 변경[2]
- 2003년 2월 15일 : 강원도 구간 노선 폐지 및 재지정[3]
- 2005년 7월 15일 : 충주시 엄정면 괴동리 ~ 유봉리 4.4km 구간 개통[4]
- 2008년 12월 26일 : 지방도 도로구역 지정[5]
- 2010년 9월 : 지방도 제335호선이 이 지방도로 변경됨.[6]
- 2012년 1월 20일 : 기점이 살미면 내사리에서 살미면 세성리로 변경됨.[7]
- 2013년 1월 18일 : 세성리 ~ 재오개간 도로 확포장공사에 의해 충주시 살미면 세성리 ~ 재오개리 7.068km 구간 도로구역 변경[8]
- 2015년 1월 5일 : 강원도 원주시 부론면 법천리 ~ 정산리 4.56km 구간 신설 개통, 기존 645m 구간 폐지[9]

## 주요 경유지

### 충청북도
- 충주시
  - 살미면 세성 교차로 - 세성리 - 세성교 - 세성초등학교 - 설운리 - 신매삼거리 - 신매리 - (비포장 : 재오개리 - 진의실)
  - 교현안림동 (비포장 : 진의실재 - 마즈막재삼거리)(마즈막재) - 계명산자연휴양림 - 충주댐 - 충원교
  - 동량면 충원교 - 조동리 - 조동교 동단 - 동량교 - 탑평삼거리 - 동량역 - 모내고개
  - 산척면 모내고개 - 영덕리 - 덕해교 - 덕해삼거리 - 산척초등학교 - 산천공동정류소 - 충주구치소 - 송강 교차로 - 송강교 - 송강삼거리 - 송정교 - 송강리
  - 엄정면 신만리 - 도룡교 - 괴동리 - 괴동교 - 추평교 - 추평리 - 원곡리 - 원곡소류지 - (고개)

- 구 지방도 제335호선 구간

### 강원특별자치도
- 원주시
  - 귀래면 (고개) - 운남리 - 운남교 - 운남저수지 - 귀래 교차로 - 귀래면사무소 - 귀래사거리 - 운남교 - 주포교 - 주포리 - 용암리 - 용암2교 - 용암교
  - 부론면 단강리 - 단강교 - (조귀농) - 한알학교 - 정산리 - 정산교 - 자작고개 - 법천교 - 법천리

## 중복 구간
- 충주시 동량면 동량교 서단 ~ 탑평삼거리 : 지방도 제532호선과 중복

## 도로명

### 충청북도
- 충주시 살미면 세성 교차로 ~ 살미우체국 : 세성로
- 충주시 살미면 살미우체국 ~ 신매삼거리 : 매남이길
- 충주시 살미면 신매삼거리 ~ 교현안림동 충원교 남단 : 충주호수로
- 충주시 교현안림동 충원교 남단 ~ 동량면 조동교 동단 : 지동로
- 충주시 동량면 조동교 동단 ~ 산척면 산척공동정류소 : 동산로
- 충주시 산척면 산척공동정류소 ~ 송강삼거리 : 천둥박달로
- 충주시 산척면 송강삼거리 ~ 엄정면 도룡교 서단 : 세고개로
- 충주시 엄정면 도룡교 서단 ~ 도계 : 내창로

### 강원특별자치도
- 원주시 귀래면 도계 ~ 운남교 북단 : 내창로
- 원주시 귀래면 운남교 북단 ~ 귀래사거리 : 운남길
- 원주시 귀래면 귀래사거리 ~ 부론면 법천리 : 부귀로